# Derambila zanclopterata
Derambila zanclopterata är en fjärilsart som beskrevs av Walker 1863. Derambila zanclopterata ingår i släktet Derambila och familjen mätare. Inga underarter finns listade i Catalogue of Life.